# RT–2PM Topol
Az RT–2PM Topol (РТ–2ПМ Тополь, NATO-kódja SS–25 Sickle) interkontinentális ballisztikus rakéta, melyet az 1980-as évek végére fejlesztettek ki a Szovjetunióban. A START szerződésben RSZ–12M jelzéssel szerepel. Napjainkban 200 példányát Oroszország tartja hadrendben. Egyetlen 550 kilotonnás atomtöltetet szállít. A három fokozatú, szilárd hajtóanyagú rakéta egy héttengelyes (MAZ–7310 vagy MAZ–7917 típusú) terepjáró hordozójárműről indítható, így a rakéták helye nagyon nehezen felderíthető, ami javítja a túlélőképességet. A rakétát átalakítva űrhajózási hordozórakétaként is használják, eme változat neve Sztart–1.

## Történet
Az 1968-ban rendszeresített, silóból indítható RT–2P szilárd hajtóanyagú interkontinentális ballisztikus rakéta továbbfejlesztett változata. A tervezés során a fő cél egy önjáró rendszer kialakítása volt, melyhez kompaktabb felépítésű rakétát terveztek. A fejlesztési munkálatok 1975-ben kezdődtek a Moszkvai Hőtechnikai Intézetben (MIT) Alekszandr Nadiradze vezetésével, de kormányhatározat csak 1977. június 19-én született a rendszer kialakításáról. Nadiradze halála után a munkát Borisz Lagutin irányította. Az első kísérleti indításra 1983. február 8-án került sor Pleszeckben. A rakéta tesztelése 1987. december 23-án fejeződött be, addig 70 kísérleti indítást végeztek. A rendszer telepítése 1985-ben kezdődött.